# Hôn nhân cùng giới ở Guernsey
Tình trạng pháp lý của hôn nhân cùng giới khác nhau trong Bailiwick of Guernsey, một phụ thuộc vương miện của Vương quốc Anh. Hôn nhân cùng giới đã trở thành hợp pháp trong phạm vi quyền lực của Guernsey vào ngày 2 tháng 5 năm 2017 và tại Alderney vào ngày 14 tháng 6 năm 2018. Sark đã thông qua luật vào ngày 17 tháng 12 năm 2019; phê duyệt dự kiến vào tháng 2 năm 2020.

## Công nhận quan hệ bạn đời dân sự ở nước ngoài và hôn nhân cùng giới
Tại Guernsey, quan hệ đối tác dân sự được thực hiện tại Vương quốc Anh và các mối quan hệ khác được pháp luật Anh đối xử như vậy đã được công nhận cho mục đích kế thừa và các vấn đề khác tôn trọng lợi ích đối với tài sản kể từ ngày 2 tháng 4 năm 2012, sau khi phê duyệt dự luật cho phép Hoa Kỳ công nhận của Guernsey vào ngày 29 tháng 6 năm 2011. Nó đã nhận được sự đồng ý của hoàng gia trong Hội đồng Cơ mật vào ngày 16 tháng 11 và đã được đăng ký trong hồ sơ của hòn đảo vào ngày 5 tháng 12 năm 2011.
Vào ngày 10 tháng 12 năm 2015, các quốc gia đã phê chuẩn một sắc lệnh công nhận hôn nhân cùng giới và quan hệ đối tác dân sự được thực hiện ở nước ngoài cho các mục đích của Luật Thuế thu nhập (Guernsey), 1975. Nó có hiệu lực vào ngày 1 tháng 1 năm 2017. Cùng ngày, các quốc gia đã chỉ đạo việc chuẩn bị luật pháp để sửa đổi Luật Kế thừa (Guernsey), 2011 để công nhận hôn nhân cùng giới nước ngoài cho các mục đích của mình. Một dự luật cho hiệu ứng này đã được đệ trình vào ngày 22 tháng 1 năm 2016 và được các quốc gia phê duyệt vào ngày 2 tháng 3. Nó đã nhận được sự đồng ý của hoàng gia trong Hội đồng Cơ mật vào ngày 4 tháng 5 và có hiệu lực khi đăng ký vào hồ sơ của hòn đảo vào ngày 16 tháng 5 năm 2016.
Vào ngày 17 tháng 6 năm 2015, các quốc gia Alderney nhất trí thông qua Luật Kế thừa (Alderney), 2015, bao gồm các điều khoản để công nhận hôn nhân cùng giới và quan hệ đối tác dân sự được thực hiện ở nước ngoài cho mục đích của mình. Nó nhận được sự đồng ý của hoàng gia trong Hội đồng Cơ mật vào ngày 8 tháng 10, đã được đăng ký trong hồ sơ của hòn đảo vào ngày 9 tháng 11 năm 2015 và có hiệu lực vào ngày 1 tháng 1 năm 2016.